# Ivan Rejec
Ivan Rejec, slovenski rimskokatoliški duhovnik in prevajalec, * 1. september 1878, Šebrelje, † 2. avgust 1958, Zalošče.

## Življenje in delo
Po končanem študiju v goriškem bogoslovju je bil 14. julija 1901 posvečen. Služboval je kot: kaplan v Dornberku (1901-1906), prefekt v goriškem malem semenišču (1906), študijski prefekt v goriškem bogoslovju (1906-1908), katehet na goriški gimnaziji (1908-1909), župnijski upravitelj v Ajdovščini (1909-1911) in župnik v Svetem Križu (1914-1931). Tega leta je bil aretiran in obsojen na tri leta konfinacije v Montefusco (pokrajina Avellino) ter po 20-tih mesecih pomiloščen. Po kratkem bivanju na Vogrskem je nastopil službo v Opatjem selu (1933-1941). Leta 1941 je zaprosil za upokojitev ter se junija 1942 naselil pri bratu v rojstnem kraju. Leta 1946 je v Gorici postal profesor v malem semenišču, septembra 1947 pa se je preselil k sorodnikom v Založe, kjer je tudi umrl.
Rejec je bil ena najbolj markantnih osebnosti med slovenskimi duhovniki med obema svetovnima vojnama na Primorskem. čeprav ni napisal debelih knjig šteje med velike slovenske mislece in velja za katoliškega ideologa. Že kot katehet je imel velik vpliv na dijaško mladino. Ta vpliv je ohranil tudi kasneje vse do smrti. V zapletenih narodnih, moralnih in verskih vprašanjih so se mnogi za nasvet obračali nanj. Z mladino je postal povezan tudi, ko je kot župnik služboval v Svetem Križu. Tu je ustanovil dekliško, fantovsko in žensko Marijino družbo. Prav delovanje v Marijini družbi je bil glavni vzrok za njegovo konfinacijo. Rejec je bil prvi slovenski duhovnik na primorskem, ki je bil konfiniran.
Rejec je izhajal iz Krekove socialne šole in je spadal v skupino mladih duhovnikov in laikov, ki so si pred 1. svetovno vojno prizadevali izvajati smernice slovenskih katoliških shodov. V ta namen je bil med pobudniki za ustanovitev Katoliškega tiskovnega društva v Gorici (1908) in postal tajnik prvega odbora društva. V listu Zbor svečenikov sv. Pavla je objavil več razprav: Socializem in nacionalizem, Boljševizem, Socializacija, Kapitalizem in krščanstvo, ki so leta 2002 izšli v knjigi Leto 1920 : socializem in nacionalizem, boljševizem, kapitalizem in krščanstvo.(COBISS) Za tuje jezike se je zanimal že v gimnazijskih letih, posebno za slovanske in francoščino. Kot bogoslovec je za Gabrščkovo Slovansko knjižnico iz češčine prevedel povest Jana Klecande Na bojišču : epizode iz laške ustaje leta 1848. (COBISS) Zlasti pa mu je uspel prevod romana francoskega pisatelja Louisa Bertranda Sanguis martyrum.(COBISS) Prevodu je dodal tudi pisateljev življenjepis  in obširne zgodovinske in osebne pripombe.